# Phantasy Star (jogo eletrônico)
Phantasy Star (ファンタシースター, Fantashī Sutā) é a primeira parte da famosa série de RPGs da SEGA. O jogo foi lançado inicialmente para o Master System no Japão em 20 de dezembro de 1987 e, apenas no Japão, houve um relançamento para o Mega Drive em um cartucho de edição limitada. Mais tarde foi lançado em compilações tanto da série quanto de jogos da Sega. O jogo apresenta labirintos em 3D para cavernas, calabouços e afins, onde os personagens devem vasculhar, procurar, viajar e sobreviver em tempo real sob uma perspectiva em primeira pessoa.
Um jogo da hoje chamada "velha escola", possui o tradicional sistema de pontos de experiência e de níveis para o personagem avançar e ficar mais forte. O mundo a ser explorado é vasto e a quantidade de batalhas é enorme, o que pode dificultar a experiência para jogadores inexperientes para o estilo.

## História
A história é sobre Alis, uma garota que vê Nero, seu irmão, morrer em sua frente e então ela parte em busca de vingança. A ação começa num complexo de uma cidade futurista em um sistema solar de três planetas chamado Algol, onde orbitam Palma (o planeta verde, onde começa a aventura), Motávia (o planeta amarelo, de clima desértico e capital do Governo de Algol) e Dezoris (o planeta branco, coberto de gelo e neve). Depois de atravessar vários labirintos subterrâneos, os personagens terão de viajar entre os planetas em sua aventura. Há a opção de falar com os monstros que os personagens encontram, algumas vezes eles podem ser amigáveis e apenas partem, sem atacar o grupo.

## Personagens

### Protagonistas

#### Alis Landale
O jogador inicia a jornada com Alis Landale (Alisa Landeel (アリサ・ランディール, Arisa Randīru) na versão japonesa do jogo, uma garota de 15 anos de idade que presenciou a morte de seu irmão Nero nas mãos dos Robotcops de La Shiec. Com suas últimas palavras, Nero fala para Alis encontrar um homem chamado Odin que pode ajudá-la em sua busca pela verdade. Alis parte em busca dos mesmos objetivos de seu irmão (desmascarar La Shiec) e vingar a sua morte, iniciando pela busca de Odin e de aliados para continuar a missão deixada por seu irmão. No decorrer do jogo sabemos que Alis terá um papel mais importante. Alis usa espadas como sua escolha de armas, pode equipar armaduras leves e escudos, podendo usar ainda fracas magias ofensivas e de cura.

#### Myau
Primeira companhia de Alis, Myau pertence a uma raça inteligente com aspecto semelhante a um gato, chamada de Musk Cat (gato-almiscarado). Alis encontra essa criatura em uma loja de animais situada em Paseo, capital de Motavia, onde o proprietário tenta vender o Musk Cat por uma exorbitante quantia em dinheiro, mas acaba por trocar o bichinho pelo valioso pote de Laconia que Alis traz consigo. Myau está em uma missão para salvar seu amigo Odin que foi transformado em pedra pela Medusa. Em seu pescoço está pendurado o Alsulin, que é uma espécie antídoto que faz todo ser vivo transformado em pedra voltar à sua forma original. Myau possui esse remédio para curar Odin, mas não consegue abrir a tampa da garrafa, devido à falta de dedos polegares e por conta disso, pede ajuda a Alis para que lhe ajude a remover a tampa do objeto de cura para salvar seu amigo. No jogo original do Master System, Myau dava a impressão de ser uma fêmea, mas foi comprovado no remake Phantasy Star Generation 1 que Myau, na verdade, é macho e com um bom senso de humor. Myau usa garras como arma, pode usar magias de cura mais fortes que as de Alis e pode desarmar armadilhas nas cavernas e labirintos.

#### Odin
Odin - Tylon ou Tyrone (タイロン, Tairon) - na versão japonesa do jogo é o típico estereotipado homem músculos do grupo. Ele pode usar muitas armas que Alis não pode, mas é incapaz de usar qualquer tipo de magia. Odin era amigo de Nero, mas antes de encontrar seu amigo, caiu numa cilada e foi petrificado pela Medusa. Quando é salvo por Alis e Myau ele entra para o grupo, jurando vingança pelo que lhe ocorreu e pelo amigo que foi morto. Além de armaduras pesadas, escudos, machados e espadas, Odin pode usar pistolas, que causam uma certa quantidade de dano fixo e nunca erram, independentemente da velocidade ou do poder defensivo do inimigo. Mesmo assim, Odin possui o "pior" Status entre os personagens, recebendo um dano pesado de magias e sendo relativamente lento. Porém, a sua habilidade de usar pistolas garante que o grupo sempre causará dano aos seus inimigos.

#### Noah (Lutz)
Noah - originalmente e corretamente chamado de Lutz (ルツ, Rutsu) para entendimento e acompanhamento das sagas subsequentes - é o último personagem a entrar para o grupo. Lutz é um poderoso Esper e aprendiz de Tarzimal (Tajim, no original) e tem a habilidade de usar uma grande variedade de feitiços. Porém sua arrogância o faz ignorar Alis e seu pedido de ajuda inicialmente, somente mudando de posição após ler uma Carta do Governador, onde Alis é apresentada e a situação explicada, fazendo-o então entrar para o grupo. De um ponto de vista físico, Noah parece ser o exato oposto de Odin: um frágil mago que é fraco no combate físico. Mas com o passar do tempo o Status deste personagem se revela um dos melhores incluindo seus atributos físicos. Lutz também tem papel importante na cronologia de Phantasy Star.

### Antagonistas

#### Rei Lassic
O Rei Lassic - Rei Reipard La Shiec (レイパード・ラ＝シーク王, Reipādo Ra-Shīku Ō) na versão japonesa do jogo - é o vilão do jogo. Antes era um benevolente governante de Algol, porém, Lassic se corrompe após ser seduzido por Dark Force (Dark Falz), que lhe prometeu vida eterna e poder supremo em troca do controle de Algol. Sob seu comando os impostos aumentaram e os monstros andam livremente pelos planetas. A vida tornou-se ruim para os cidadãos de Algol, fazendo com que Nero, irmão de Alis, criasse um grupo de rebelião. Porém, os obedientes "Robotcops" de Lassic seguem os rebeldes e os exterminam um a um, sendo Nero o último (o que dá início à história de Phantasy Star).

#### Dark Force
Dark Force - Dark Phallus (ダークファルス, Dāku Farusu) na versão japonesa do jogo, algumas vezes romanizado como Dark Falz - é o demônio que mostra ser a origem da corrupção de Lassic. Ele foi invocado por Lassic e acabou possuindo tanto ao corrupto Lassic quanto ao bondoso Governador de Motavia que ajudou Alis em sua busca. Ele é o último "Chefe" que os jogadores irão encontrar no jogo.

## Desenvolvimento
Nos Estados Unidos, Phantasy Star era vendido por US$ 69,00. Isso fazia com que esse fosse o jogo de videogame mais caro da época. Quando o Master System teve uma queda no seu preço com o lançamento do Master System II, o jogo era somente 10 dólares mais barato que o console. O jogo usava 512 KB de ROM, que era dezesseis vezes mais que muitos jogos anteriores do Master System, que se utilizavam de 32 KB. Em adição, cinco jogos podiam ser salvos em uma bateria inserida no chip de RAM. O jogo era relativamente grande no tempo em que foi lançado.
A versão japonesa do jogo custava ¥ 6000 e tinha a vantagem do som em FM provido pela capacidade do chip Yamaha YM2413 presente apenas no Sega Mark III (o Master System japonês), o que não ocorreu com o hardware americano que dispunha somente das faixas de som PSG. Por alguma razão todas as compilações posteriores não possuem o recurso FM, se bem que a emulação é capaz de suportá-la.

### Relançamentos
Três compilações entituladas Phantasy Star Collection já foram lançadas, todas contendo o primeiro jogo da série. A primeira para o Sega Saturn saiu apenas no Japão em 1998, e inclui também os 3 jogos de Mega Drive.  A segunda para o Game Boy Advance foi lançada em 2002 na América do Norte e 2003 na Europa, e não incluiu Phantasy Star IV.  A terceira para PlayStation 2 em 2008 foi novamente exclusiva do Japão, incluindo   além dos quatro jogos originais os dois jogos da série para Game Gear, Phantasy Star Gaiden e Phantasy Star Adventure, e Phantasy Star II Text Adventures, oito aventuras de texto originalmente lançadas para o serviço online Sega Meganet.
Uma emulação de Phantasy Star foi incluído como jogo destravável na compilação de 2009 Sonic's Ultimate Genesis Collection, e disponibilizado para compra no Virtual Console do Wii em 2009. Uma versão para Nintendo Switch foi lançada em 2019.

### Remake
Em 2003, Phantasy Star foi relançado em uma nova e melhorada versão, sendo então lançado para o PlayStation 2 no Japão sob o título de Phantasy Star generation:1 (ファンタシースター generation:1, Fantashī Sutā generation:1). Esse remake permanece em sua maior parte fiel ao jogo original, continuando renderizado em 2D, mas com novos diálogos e uma bela melhoria na qualidade visual e das cores. Além disso os personagens agora falam uns com os outros, mostrando as suas personalidades e temperamentos ao jogador. A segunda e a quarta partes da série receberiam o mesmo tratamento e deveriam ser lançadas no mercado norte-americano como uma coleção. Depois que a SEGA iniciou o trabalho para refazer Phantasy Star IV: The End of the Millenium, o lançamento norte-americano da trilogia foi cancelado. Este foi o primeiro jogo a ser lançado sob a "linha" Sega Ages.

### Retradução por fãs
A tradução do japonês para o inglês de Phantasy Star é considerada pobre pela maioria dos fãs mais "puritanos", já que muitos detalhes da trama e nomes de personagens foram mudados. Recentemente, vários hacks foram feitos por fãs tentando "desfazer" estes "defeitos" e recuperar tais detalhes. Uma versão a ser considerada é uma retradução completa (do japonês para o inglês) lançada 20 de dezembro de 2006 pelo grupo "SMS Power!". O grupo afirma que a sua versão é fiel ao original japonês, incluindo a música em FM sintetizado. Um patch IPS, para ser aplicado à ROM japonesa está disponível.

## Recepção e crítica
A revista Electronic Gaming Monthly classificou Phantasy Star sob o número 26 no seu artigo "The Greatest 200 Videogames of Their Time".
No Brasil, a Tec Toy decidiu traduzir o jogo para a língua portuguesa, aproveitando o sucesso do Master System e a popularidade de livros de RPG como GURPS. A tradução foi realizada ao longo de 3 meses e lançada em 1991. Todas as 10 mil cópias foram vendidas, e segundo o presidente da empresa, Stefano Arnhold, alcançaram um público além das crianças e adolescentes do sexo masculino que a empresa visava: "algumas mães nos falavam 'Olha, mudei totalmente o meu conceito sobre o que o meu filho faz com videogame depois que passei a jogar Phantasy Star´".